# 김해묘역
김해묘역은 대한민국 경기도 이천시 백사면 도지리에 있다. 2012년 3월 20일 이천시의 향토유적 제20호로 지정되었다.